# 勒塔朗山
46°22′55.9″N 7°8′50.9″E / 46.382194°N 7.147472°E

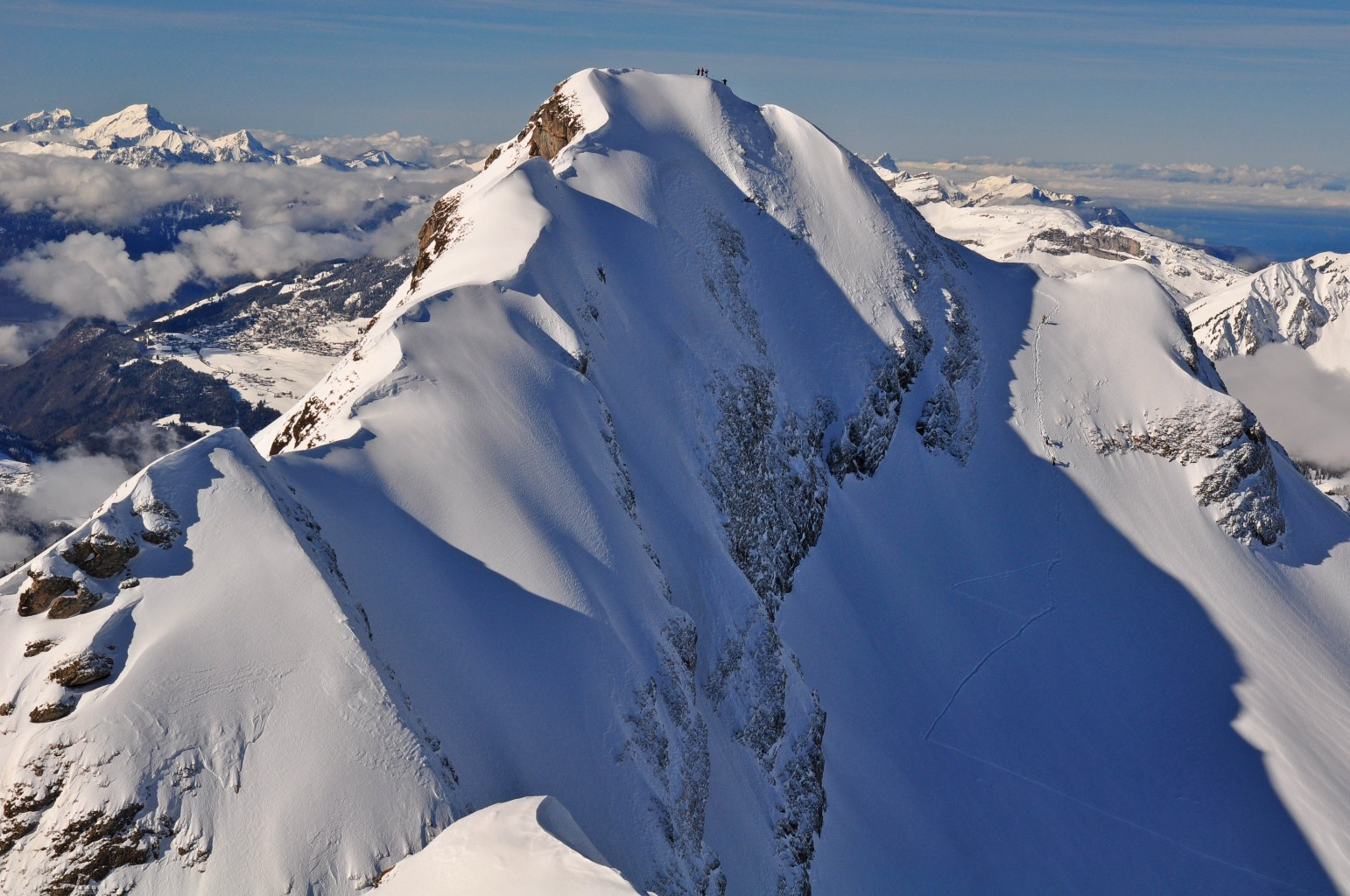

勒塔朗山（Le Tarent），是瑞士的山峰，位於該國西部，由沃州負責管轄，屬於阿爾卑斯山的一部分，該山峰海拔高度2,548米，每年平均降雨量1,395毫米。